# TBCグループ
TBCグループ株式会社 (TBC GROUP Co.,LTD.)は、東京都新宿区に本社を置き、エステティックTBCやメンズTBCなどの美容施術店を日本で運営する企業である。2016年3月現在で男性向け43店、女性向け37店、計237店舗を直営する。会員制でフェイシャルエステティック、脱毛などを個室で提供する。

## 沿革

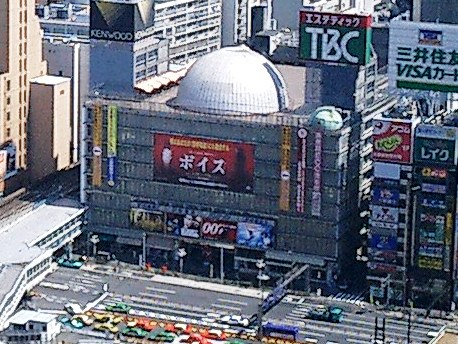
東急文化会館(現・渋谷ヒカリエ)後方に見えるTBCのロゴ

- 1976年3月 - 渋谷区代々木にコミー株式会社を設立し、新宿南口にTBC1号店を開店する。
- 1977年4月 - 技術と化粧品の開発を充実させるため、TBC総合研究所を開設する。
- 1978年9月 - コミーインターナショナル株式会社を設立する。
- 1979年7月 - 東京医療株式会社を設立する。
- 1979年11月 - 新宿センタービル43Fへ本社を移転し、本店サロンを開店する。。
- 1980年12月 - トータルエステティックサロンを新宿センタービル4階に開店する。
- 1981年9月 - コミーエース株式会社を設立する。
- 1989年9月 - 直営100号店として上大岡店を開店する。
- 1990年6月 - 株式会社コミーツーリストを設立する。
- 1991年3月 - 川崎市多摩区にTBC向ケ丘研修センターを開設する。
- 1998年2月 - 株式会社TBCを設立する。
- 1999年1月 - Men'sTBCの1号店を渋谷区で開店する。
- 2000年1月 - 脱毛に使用するチタンプローブを開発して特許登録する。
- 2005年9月 - コミーインターナショナル株式会社の社名をインセル株式会社へ変更する。
- 2006年8月 - コミー株式会社の社名をTBCグループ株式会社へ変更[2]する。
- 2006年8月 - コミーエース株式会社の社名をエース株式会社へ変更する。
- 2007年3月 - 株式会社ナノエッグと聖マリアンナ医科大学が、第22回日本DDS学会で「NANOCUBE（ナノキューブ）」の応用研究成果を発表する。
- 2009年9月　- TBCビューティ&ライフ研究所（代官山ラボ）を開設する。
- 2011年7月 - 株式会社シュプレイムルミナスを設立する。
- 2011年9月 - 脱毛サロン「エピレ」を開業する。
- 2014年7月 - スポーツクラブ内インショップ型サロン「フィットエステTBC」を三鷹市で開業する。
- 2015年3月 - 市販化粧品ブランド「Malon．by TBC」を発売する。
- 2015年7月 - メンズTBC那覇新都心店で沖縄へ初出店する。
- 2019年8月 - メンズTBC五反田店、メンズTBC札幌店がオープン。
- 2022年3月 - メンズTBC宇都宮店がオープン。
- 2022年5月 - 台湾高雄市にラグジュアリーサロンSenang海外1号店「TBC Senang TOKYO」

## TV-CM
- 1991年 -「BE MORE ATTRACTIVE」出演：ボビー・ブラウン
- 1992年 - 「ぜったいきれいになってやる」「ぜったいトリコにしてみせる」　出演：坂井真紀[3]、小林薫[4]
- 1993年 - 「グッドエステティシャンがいます」[3]
- 1993年 - 「この際キレイになって」　出演：西田尚美
- 1993年 - 「クリスマスなんて大キライ編」　出演：西田尚美
- 1994年 - 「ウンと自分を変えるんだ」　出演：橋本典子、松田有紀子[3]
- 1994年 - 「私もきれいになってやる」　出演：西田尚美
- 1994年 - 「クリスマスなんて大キライ編」　出演：中村榮美子など[3]
- 1995年 - 「私脱いでもスゴイんです」　出演：北浦共笑[3]
- 1996年 - 「昨日と違う自分かな」　出演：hitomi[3]
- 1996年 - 「恋よりきれいになれるもの」　出演：華原朋美[3]
- 1996年 - 「わたしを、買いに行こう。」 出演：大賀埜々
- 1997年 - 「キレイになるのがTBC」　出演：ナオミ・キャンベル[3]、主浜はるみ[5]
- 1997年 - 「ナオミになろうTBC」　出演：ナオミ・キャンベル[3]、志賀廣太郎
- 1997年 - 「くびれ～」　出演：木村拓哉
- 1998年 - 「MEN'S TBCはじまる」　出演：木村拓哉
- 1999年 - 「TBC・ビューティ2000サイバーエステ」　出演：木村拓哉
- 2000年 - 「AESTHE FIGHTER TBC」　出演：木村拓哉、大和悠河
- 2001年 - 「誕生シェイプTBC」　出演：リカちゃん[3]
- 2001年 - 「エステは進化していますTBC」　出演：木村拓哉、細野晴臣
- 2003年 - 「You're beautiful!」「フェイスアップシート」　出演：デビッド＆ヴィクトリア・ベッカム[3]
- 2003年 - 「メンズコスメ」　出演：デビッド＆ヴィクトリア・ベッカム
- 2004年 - 「男がエステ・きっかけ」　出演：デビッド・ベッカム、魔裟斗[3]
- 2004年 - 「Good News! 3人の宣言」　出演：デビッド＆ヴィクトリア・ベッカム、山下智久
- 2005年 - 「OBAGI手技」　出演：Dr.オバジ[3]
- 2006年 - 「Image2016！矢沢」　出演：矢沢永吉[3]
- 2007年 - 「LIVE NATURALLY〜スライスオブライフ」　出演：山下智久、知花くらら
- 2007年 - 「世界の美・グランプリ篇」　出演：森理世
- 2007年 - 「FOR BEAUTIFUL GOAL」　出演：本田圭佑、家長昭博、青山直晃、カレン・ロバート
- 2008年 - 「オリンピック日本代表TRUE BEAUTY」　出演：谷亮子、末續慎吾、浜口京子、髙橋大輔、北島康介、柴田亜衣
- 2008年 - 「TRUE BEAUTY」　出演：北島康介
- 2008年 - 「CHALLENGE BEAUTY」　出演：クルム伊達公子[3]
- 2009年 - 「HUMAN×BEAUTY」　出演：中田英寿
- 2009年 - 「ミスユニバース2009」　出演：宮坂絵美里
- 2009年 - 「TBCエステチケット」　出演：西山茉希[3]
- 2009年 - 「冬の女王・ジャパンビューティ篇」　出演：上村愛子
- 2010年 - 「TBCエステチケット」　出演：宮坂絵美里、梅宮クラウディア[3]
- 2011年 - 「キレイはTBCカラ」　出演：KARA[3]
- 2011年 - 「TBCに行こう!」　出演：KARA[3]
- 2011年 - 「TBCエステチケット」　出演：奈々澤メイミ[3]
- 2011年 - 「TBC 3つの鍵」　出演：前田敦子、大島優子、チャン・グンソク[3]
- 2012年 - 「open your beauty」　出演：前田敦子、大島優子、チャン・グンソク[3]
- 2013年 - 「TBCでキレイに」「TBCで男前に」　出演：ローラ、溝端淳平、パンツェッタ・ジローラモ、ガチャピン、ムック[3][注釈 2]
- 2014年 - 「人が人をキレイにする」　出演：ローラ[3]
- 2015年 - 「ローラ内閣発足」「執務室」　出演：ローラ、ワッキー、やしろ優[3]
- 2016年 - 「キレイはＴからはじまる」　出演：ローラ[3]
- 2017年〜2018年 - 「脱毛で美しい肌」「男性もヒゲ脱毛」　出演：ローラ[3]
- 2019年〜2020年 - 「私の道は、私がひらく。」 出演：ローラ[6]
- 2021年〜 - 「一生つづく自信」 出演：ローラ[7]

## 番組提供

### 現在
なし

### 過去
- ズームイン!!朝!（日本テレビ） - 1990年代後半

## 行政処分
2014(平成26)年1月30日に関東経済産業局は、TBCグループによる迷惑勧誘の是正を指示する行政処分を行った。